# Danilo Fajgelj
Danilo Fajgelj, slovenski skladatelj, organist in pedagog, * 19. november 1840, Idrija, † 8. oktober 1908, Gorica.

## Življenje in delo
V rojstnem kraju je končal učiteljsko pripravnico, kjer je dobil tudi glasbeni pouk pri F. Šinkovcu (violina) in A. Krašnarju (teorijo, petje, orgle). Služboval je v raznih krajih (Bučka, Zali Log, Tolmin, Srpenica, Miren); poučeval je glasbo in bil organist. V glasbeni kompoziciji je bil samouk, ki se je na podlagi glasbene literature sam izpopolnjeval. Njegovo področje ustvarjanja je bila cerkvena glasba, njegov glavni instrument, na katerem se je odlikoval pa orgle. Cecilijansko glasbeno ustvarjanje je obogatil s številnimi orgelskimi in vokalnimi skladbami, ki so izšle v samostojnih zbirkah in v Cerkvenem glasbeniku. Njegova dela odsevajo tehnično in kompozicijsko znanje. Z I. Kokošarjem in I. Laharnarjem je zbiral stare cerkvene napeve in pesmi slovenskega ljudskega izročila, ki so harmonizirani izhajali v zbirki Cerkvene pesmi, nabrane med slovenskim narodom I-IV (1885-1893)
Mlademu rodu, posebno na Goriškem, je bil svetovalec in vzornik. Razen tega je bil tudi literarno delaven; članke je pisal v slovenske dnevnike in strokovne liste.